# Parc Pierquin
Le Parc Pierquin est un parc de la ville de Charleville-Mézières.

## Origine du parc

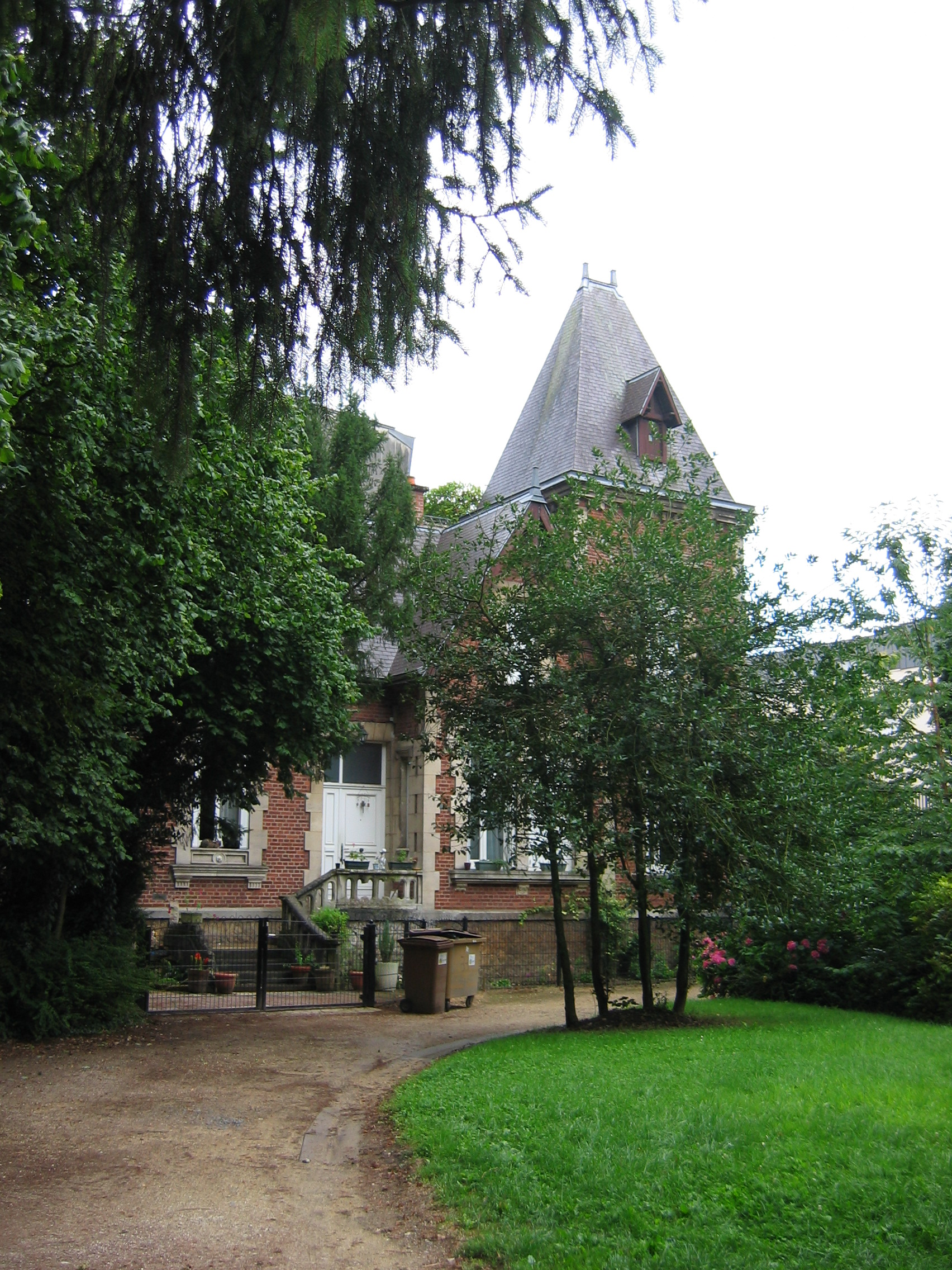
La maison ou chalet.

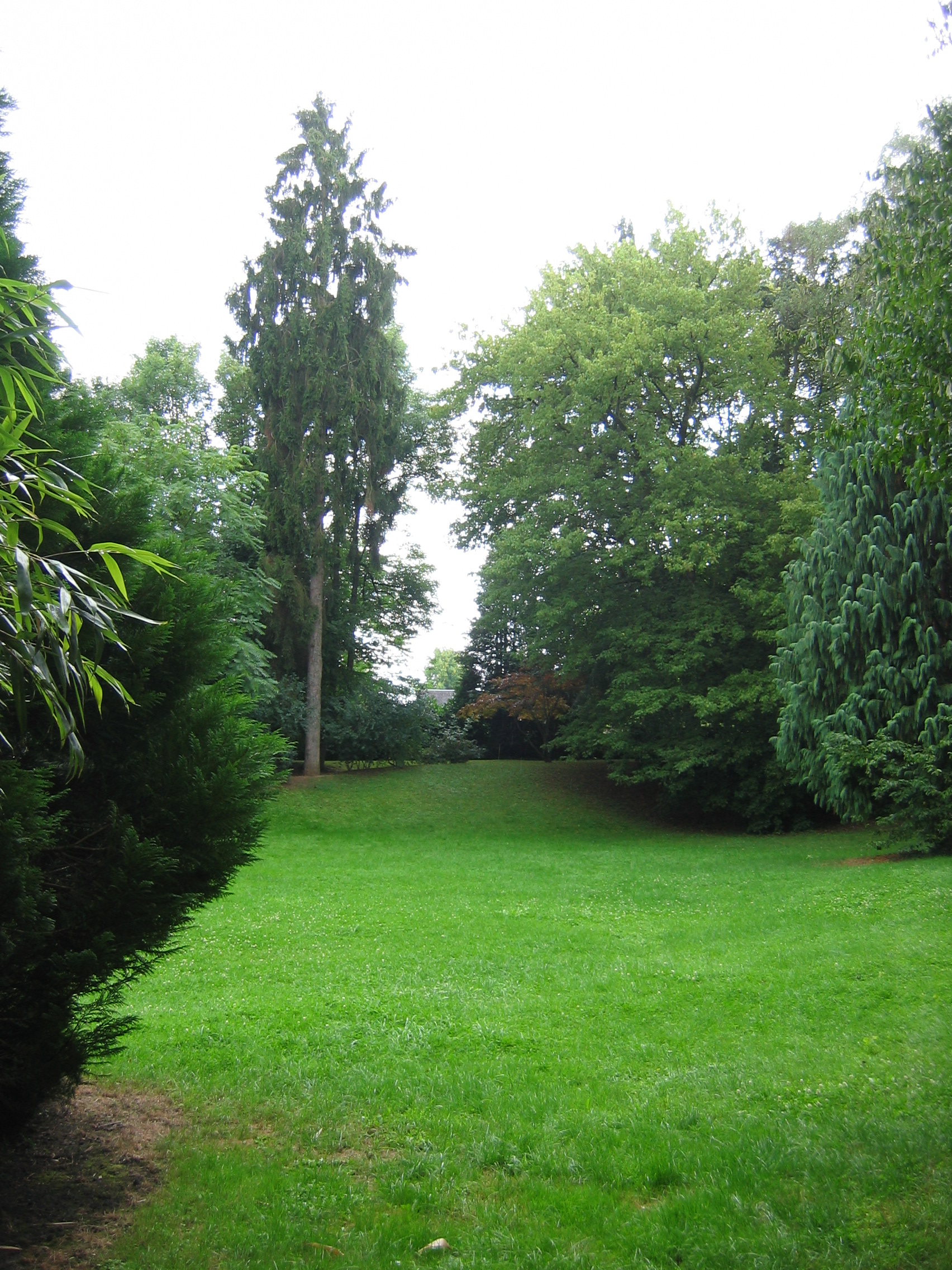
La légère dénivellation.

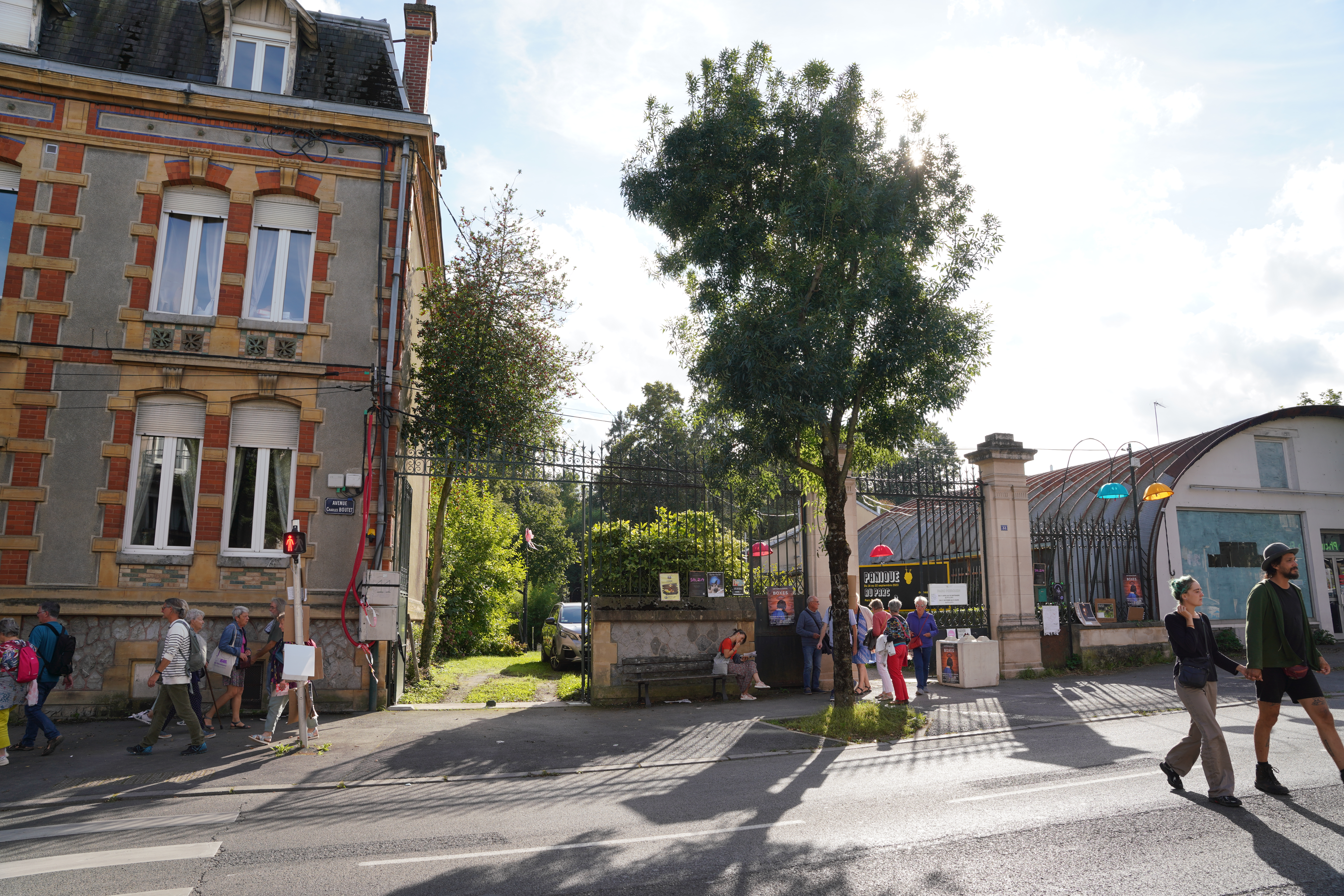
Entrée rue Charles Boutet un jour de Festival mondial des théâtres de marionnettes.

Louis Pierquin était un ami d'adolescence d'Arthur Rimbaud qui avait fait construire un chalet au cœur de Charleville. Il y avait pris sa retraite dès 1904. Il se consacra dès lors à sa passion pour sa région et pour l'histoire,. En 1984, la ville de Charleville-Mézières fit l'acquisition de la maison de Louis Pierquin et de la propriété qui la jouxtait, de plus d'un hectare, avec la pelouse en cuvette.

## Localisation
Le parc est très discret : il n'est pas visible des avenues, entouré aujourd'hui de maisons et d'immeubles, inséré dans un quadrilatère constitué par la rue Jean-Jacques Rousseau, l'avenue Charles Boutet, l'avenue François Mitterrand et la rue des pépinières. Il y a trois entrées : une via l'avenue Charles Boutet, une rue Daniel Mayer via l'avenue François Mitterrand et une rue Jean-Jacques Rousseau.

## Description
Le terrain d'origine est devenu  un parc ouvert au public, conservant une partie des arbres implantés par Louis Pierquin (ginkgo biloba, tulipier de virginie, prunier, quetschier, néflier, ..) et introduisant de nouvelles espèces (oranger des Osages, savonnier, buisson d'elaeagnacées, ..)